# Parque Nacional de Dzibilchaltún
El parque nacional Dzibilchaltún es un área nacional protegida ubicado en el estado de Yucatán en México. Dentro de este parque se encuentran la zona arqueológica Dzibilchaltún y el cenote Xlacah. 

## Geografía
El parque nacional Dzibilchaltún, que en maya significa «Lugar en donde la piedra está inscrita», es una selva baja que se encuentra entre las latitudes norte 21°04'26"—21°06'00" y las longitudes oeste 89°34'51"—89°36'50", a 15 km al noreste de la ciudad de Mérida y a 20 km al sur de Puerto progreso.
Su clima es cálido subhúmedo con una precipitación que oscila entre los 700 y 900 mm. con una temperatura media de 28° a 40 °C. Presenta cenotes, sartalejas y aguadas en su región.

## Biodiversidad
De acuerdo al Sistema Nacional de Información sobre Biodiversidad de la Comisión Nacional para el Conocimiento y Uso de la Biodiversidad (CONABIO) en el Parque Nacional Dzibilchantún habitan más de 680 especies de plantas y animales de las cuales 19 se encuentran dentro de alguna categoría de riesgo de la Norma Oficial Mexicana NOM-059  y 25 son exóticas,
En el parque se encuentran plantas medicinales, de uso industrial, comestibles, empleo artesanal, forrajeras y de control biológico. Tiene especies endémicas de peces y aves, reptiles con estatus de protección nacional y mamíferos incluidos felinos vigilados.

## Historia
El 14 de abril de 1987 fue publicado el decreto por el cual se crea el parque Dzibilchaltún, originalmente dependiente del Estado de Yucatán; es hasta el 5 de junio de 1996 que se transfiere al gobierno federal.
Dentro del parque se encuentran la zona arqueológica Dzibilchaltún con vestigios del periodo clásico, con evidencia de asentamientos desde 500a.C. al 1600d.C.

## Turismo
- Ecoturismo
- Zona arqueológica Dzibilchaltún
- Cenote Xlacah